# Nupserha tanganjicae
Nupserha tanganjicae är en skalbaggsart. Nupserha tanganjicae ingår i släktet Nupserha och familjen långhorningar.

## Underarter
Arten delas in i följande underarter:
- N. t. tanganjicae
- N. t. uluguruensis